# Almaluez
Almaluez – gmina w Hiszpanii, w prowincji Soria, w Kastylii i León, o powierzchni 159,11 km². W 2011 roku gmina liczyła 181 mieszkańców.